# Pampacuda
Pampacuda ou Pampakuda (em inglês:  Pampakuda, Pampacuda; em malaiala: പാമ്പാക്കുട; romaniz.: Pāmpākkuṭa) é um vilarejo e panchayat na Taluca de Muvattupuzha, no Distrito de Ernaculão, no estado de Querala, na Índia.
O vilarejo teve grande importância para a comunidade dos cristãos de São Tomé enquanto centro de difusão do canto litúrgico originado em Tur Abdin. Predominante entre as comunidades do norte de Querala, é o único canto utilizado pelos Mar Thoma e pela Igreja Católica Siro-Malancar. Também há no local uma capela onde repousa o Malpan Konatta, um apoiador fanático e violento de Tomé Atanásio, ao menos no século XIX localmente venerado como um santo.